# In Nacht und Eis
In Nacht und Eis ist ein deutsches Stummfilm-Drama von Mime Misu aus dem Jahre 1912. Die Produktion gilt als der erste Film, der die Ereignisse nacherzählt, die in den Morgenstunden des 15. April 1912 zum Untergang der Titanic führten.

## Handlung
Der Film beginnt mit der Einschiffung der Passagiere auf der Titanic. Man sieht, wie per Lastenaufzug Gepäck und Güter auf das Schiff gehoben werden. Nachdem die Seiteneingänge geschlossen worden sind, legt das Schiff ab. Auf der Kommandobrücke versehen der Kapitän und sein Erster Offizier ihren Dienst. Bei der Abfahrt sichtet man, wie ein Zwischentitel verrät, die Kaiserin Auguste Viktoria der Hamburg-Amerika-Linie. An der Reling hat sich die schiffseigene Kapelle positioniert und spielt den Titel Home Sweet Home. Währenddessen schlendern die Erste-Klasse-Passagiere über das Deck. Mit neckischen Spielchen vertreibt man sich die Zeit an Bord.
Inzwischen hat sich ein Matrose in den Ausguck des Schiffes begeben. Der Kapitän übergibt seinem Ersten Offizier das Kommando und begibt sich selbst unter Deck. Der Telegrafist beginnt seine Arbeit. Nach einiger Zeit erkennt der Matrose im Ausguck einen Eisberg, auf den sich die Titanic in voller Fahrt zubewegt. Er warnt noch den Ersten Offizier, der daraufhin mit dem Fernglas das Unglück sichtet und hektisch reagiert. Er ruft den Kapitän herbei, der sofort Anweisungen für ein Ausweichmanöver gibt. „Volldampf rückwärts!“. Die Männer im Maschinenraum tun ihr Möglichstes. Im Schiffssalon wird indes gefeiert und getrunken. Plötzlich gibt es einen heftigen Ruck, die Champagnergläser kippen von den Tischen, der gesamte Raum gerät in Schieflage, und die Passagiere geraten ins Wanken und fallen teilweise. Die Titanic hat den Eisberg touchiert.
Auch die Maschinisten und die Passagiere in ihren Kabinen werden durcheinandergewirbelt. Augenblicklich bricht an Bord Hektik und Panik aus. Manche Reisende versuchen, einander zu helfen. Der Telegrafist setzt auf Befehl des Kapitäns einen Notruf an andere Schiffe ab. Erste Rettungsboote werden zu Wasser gelassen. Die Bordkapelle spielt „Näher, mein Gott, zu dir“, während das Schiff zu sinken beginnt. Mittlerweile senkt sich der Luxusliner bedrohlich mit dem Bug nach vorn. Man sieht, wie sich bereits ziemlich überfüllte Rettungsboote im Wasser schwimmenden Passagieren nähern, um diese an Bord zu nehmen.
Wasser, das in die Kesselräume eindringt und sie überflutet, lässt die Kessel explodieren. Der Telegrafist setzt verzweifelt weitere SOS-Signale ab, während das Wasser auch in seinen Raum einströmt. Der Kapitän und sein Telegrafist beschließen, gemeinsam mit dem Schiff unterzugehen. Doch zuvor setzt sich der Kapitän todesmutig für die Rettung einiger Passagiere ein. Er sieht einen Ertrinkenden in den Fluten, springt ins Wasser und rettet ihn. Dann schwimmt er zurück an Bord. Wie die Titanic in den Fluten versinkt, sieht man nicht mehr, da die Schlussszenen als verloren gelten.

## Produktionsnotizen
Der Gesamttitel lautete laut Vorspann: In Nacht und Eis. Seedrama. Lebenswahr gestellt nach authentischen Berichten. Die Arbeitstitel lauteten Der Untergang der Titanic bzw. Titanic. Beworben wurde der Film auf einem Plakat mit der reißerischen Zeile „In Nacht und Eis wird das Tagesgespräch der Theaterbesucher sein“.
Bereits Ende April 1912 kündigte die produzierende Continental-Kunstfilm ein „Seedrama“ an, das „umfassend die ganze Katastrophe, einschl. des Zusammenstoßes mit dem Eisberge und schwer dramatischer Szenen an Bord“ darstellen werde. Die Dreharbeiten fanden Mai/Juni 1912 statt, keine zwei Monate nach den Ereignissen, die zum Untergang der Titanic am 15. April 1912 führten. Die Außenaufnahmen wurden in den Häfen von Hamburg und Cuxhaven gedreht. Das Berliner Tageblatt berichtete in seiner Ausgabe vom 8. Juni 1912 von den Dreharbeiten. Der aus drei Akten (946 Meter) bestehende Film passierte die Filmzensur am 6. Juli 1912.
In Nacht und Eis erlebte seine Erstaufführung am 17. August 1912. Damals wurde er nur wenig beachtet. Nahezu 86 Jahre später wurde der als verschollen geglaubte Film infolge des weltweiten Erfolges von James Camerons Titanic-Film bei einem deutschen Privatsammler wiederentdeckt.
Der bis dahin wenig filmerfahrene Regisseur Mime Misu war ein 24-jähriger Rumäne mit einer weitgehend im Dunkeln befindlichen Vita.
Die Dreharbeiten fanden im Continental-Film-Atelier in der Berliner Chausseestraße 123 und auf dem Krüpelsee bei Königs Wusterhausen statt. Die Aufnahmen auf dem Schiff wurden auf der Kaiserin Auguste Viktoria gedreht, das den Eisberg rammende Schiff hingegen ist ein acht Meter langer Modellbau. Die Studiobauten entwarf Siegfried Wroblewsky. „Für die Darstellung der Innenszenen an Bord der „Titanic“ errichtete man im Hinterhof der Berliner Chausseestraße auf einer Kippbühne schwankende Kulissen, durch die der Wellengang auf See sowie die Erschütterungen unter Deck anschaulich wurden. Pressevertreter berichteten: „Wasser, Dampf, Feuer, Rauch und alles mögliche erfüllt die Luft. Man sieht schrecklich Verunglückte über den Unglücksort hinweg, und während das stockende Herz lähmenden Schreck verursacht, ruft ein vermeintlich wahnsinnig Gewordener: ‚Noch mehr Feuer! Der andere Kessel muß auch explodieren! Laßt die Menschen ersaufen! Mehr Wasser!’“ Mit dem vermeintlich wahnsinnig Gewordenen war der Regisseur Misu gemeint.“

## Einordnung und Kritik
Vieles an diesem Film wirkt sehr laien- und theaterhaft. Der Erste Offizier agiert nach dem Zusammenstoß wie eine Mischung aus aufgescheuchtem Huhn und hoffnungslos überfordertem Leichtmatrosen, der Kapitän wirkt ähnlich hilflos und fuchtelt im Angesicht drohender Gefahr wild mit den Armen umher. Kay Wenigers Das große Personenlexikon des Films nannte In Nacht und Eis denn auch einen „filmischen Schnellschuß“, während die zeitgenössische Kritik, wie etwa die Lichtbild-Bühne, ihn als „eine Großtat der heutigen Filmkunst“ bezeichnet. Weiters heißt es dort:

„Wir müssen bekennen, daß die „Continental-Kunstfilm“ mit anerkennenswerter Delikatesse den für den Film äußerst schwierig zu behandelnden Stoff, der infolge seiner schweren Tragik sehr leicht zu seiner sensationellsten Wiedergabe verführen konnte, bearbeitet und durchgeführt hat. Die „Titanic“-Katastrophe ist in ihrer kinematographischen Wiedergabe nicht die Sensationsmache eines effekthaschenden, brutalen Regisseurs, der mit billigen Mitteln arbeitet, sondern schiffstechnisch sogar ein sehr lehrhaftes Bild. Mit fachmännischer Gründlichkeit sind die einzelnen Szenen, die sich an Deck und im Inneren des gewaltigen Schiffsrumpfes abspielten, wiedergegeben worden. Wir loben insbesonders die glänzend zutage tretende photographische Technik, die Schärfe der Aufnahme und die stimmungsvolle Wirkung der zarten Viragetönung.“